# Jacques Thèze
Pour les articles homonymes, voir Theze.
Jacques Thèze, né le 29 août 1944, est directeur d'un service de recherche en immunologie humaine et professeur à l'Institut Pasteur. Il est également médecin au centre médical Necker-Pasteur, affilié à l'Assistance Publique - Hôpitaux de Paris et membre correspondant de l'Académie nationale de médecine.

## Biographie
Médecin diplômé de la faculté de médecine de Bordeaux en 1969, Jacques Thèze a parallèlement obtenu une maîtrise en génétique et biochimie. 
À l'Institut Pasteur, il a suivi la formation en microbiologie, virologie et immunologie du Grand Cours avant de soutenir, en 1974, une thèse de sciences préparée dans le département de biologie moléculaire créée par François Jacob et Jacques Monod, Prix Nobel en 1965. De 1974 à 1977, il a poursuivi des travaux d'immunogénétique au sein du département de pathologie de la Harvard Medical School de Boston dirigé par Baruj Benacerraf, Prix Nobel en 1981.
En 1981, Jacques Thèze a fondé son propre service de recherche qu'il dirige à l'Institut Pasteur. 
À côté de l'étude fondamentale des lymphocytes et des cytokines, son groupe est engagé dans la lutte contre le VIH. De 2002 à 2006, Jacques Thèze a coordonné le Grand programme VIH/SIDA mis en place entre l'Institut Pasteur et l'Assistance publique - Hôpitaux de Paris. Il travaille également sur la prévention du VIH/SIDA au Centre international de référence Chantal-Biya de Yaoundé, au Cameroun.
Jacques Thèze a fondé, en 1980, le cours d'immunologie approfondie de l'Institut Pasteur et travaillé dans l'évaluation et l'administration de la recherche biomédicale en France d'abord comme membre du Comité national du Centre de la recherche scientifique (CNRS) et des conseils scientifiques de l'Institut national de la santé et de la recherche médicale (INSERM) et de l'Institut Pasteur puis comme président de la commission d'immunologie de l'INSERM. Directeur général de l'Institut Pasteur de Lyon de 1990 à 1992, Jacques Thèze a mis en place un département de recherche, actuellement associé à l'INSERM et à l'École normale supérieure de Lyon, dévolu à l'étude des maladies virales et à la vaccinologie. De 1993 à 1999, il fut également administrateur de l'Institut Pasteur de Lille.
Au niveau international, Jacques Thèze a notamment exercé à Genève des fonctions d'expert du programme Nouveaux Vaccins auprès de l'Organisation mondiale de la santé (OMS).

## Travaux scientifiques

### La régulation génétique: l'opéron thréonine
Les premiers travaux de Jacques Thèze portent sur la régulation de la biosynthèse des protéines chez les bactéries. 
Pendant son travail de thèse, il a démontré l'existence de l'opéron thréonine chez Escherichia coli, étudié sa structure et sa régulation.

### La triple commande génétique des réponses anticorps
Au cours de ses études postdoctorales à la Harvard Medical School de Boston Jacques Thèze a continué l'analyse génétique du contrôle des réponses anticorps par les gènes du Complexe majeur d'histocompatibilité. De retour à l'Institut Pasteur il a étudié le rôle des gènes des immunoglobulines dans cette régulation et identifié un nouveau locus dont l'action se superpose aux deux précédents dans la commande quantitative et qualitative des réponses humorales.

### Les lymphocytes CD4 et leurs cytokines, chefs d'orchestre du système immunitaire
Les travaux de Jacques Thèze ont permis de comprendre les nombreux mécanismes qui règlent la croissance et la différenciation des lymphocytes CD4. Le rôle des contacts cellulaires ou synapses immunologiques et des facteurs solubles (cytokines) dans la communication et le mode d'action de ces lymphocytes ont été particulièrement bien analysés dans son laboratoire. Ses travaux sur l'interleukine-2 qui contrôle la croissance des lymphocytes CD4 activés et sur l'interleukine-7 qui règle leur homéostasie sont parmi les plus cités. Plus récemment, il a aussi expliqué le rôle des récepteurs de ces cytokines et déchiffré leurs modes d'action. 

### La maladie immunologique des patients infectés par le VIH
Dans la pathogénie de l'infection à VIH conduisant à l'immunodéficience puis au décès par le SIDA, Jacques Thèze a démontré l'existence d'une maladie immunologique qui se surajoute à l'infection virale. Ses études cliniques ont révélé que les lymphocytes CD4 des patients infectés sont activés de manière aberrante et démontré que cette stimulation étant anormale les lymphocytes CD4 des patients ne répondent plus aux signaux physiologiques transmis par les cytokines comme l'interleukine-2 et l'interleukine-7. Il en résulte des dysfonctionnements qui expliquent l'immunodéficience fonctionnelle et la chute du nombre de lymphocytes CD4, anomalies les plus caractéristiques des patients infectés par le VIH.
Au contraire, chez les patients VIH Contrôleurs, qui bien qu'infectés depuis de nombreuses années jugulent la multiplication virale en l'absence de tout traitement, cette maladie immunologique ne se développe pas. Ces patients développent des lymphocytes CD4 de haute affinité et doués de mémoire, comme s'ils étaient vaccinés. Ce travail mené dans le cadre d'un consortium français mis en place par l'ANRS, ouvre la voie à de nouvelles stratégies anti-VIH.

### L'immunothérapie des patients infectés par le VIH
Dans certains échecs thérapeutiques observés au cours des traitements par des anti-rétroviraux, Jacques Thèze et ses collaborateurs ont montré les effets bénéfiques de l'interleukine-2 dans la reconstitution du système immunitaire de ces patients. Actuellement de nouvelles molécules dérivant de l'interleukine-2 ou de l'IL-7 sont à l'étude, toujours pour améliorer le traitement de ces patients.

## Prix et distinctions
- Prix Bernard-Halpern, Collège de France
- Chevalier de la Légion d'honneur.

## Ouvrages
- Les Modes de régulation des enzymes, 1969, thèse de médecine de la faculté de médecine de Bordeaux, AbeBooks Distributeur
- Les Cytokines, 1998, Didier Fradelizi et Jacques Thèze(éditeurs invités), Annales de l'Institut Pasteur - Actualités, Elseviers
- (en) The Cytokine Network and Immune Functions, 1999, préface de William Paul (NIH, Bethesda), Oxford University Press Publisher
- Le Sida à l'heure des multithérapies , 2000, avec Patrice Debré, Annales de l'Institut Pasteur - Actualités, Elseviers Publisher
- Médecin de cœur, scientifique d'esprit, 2011, Hermann[1]

### Autres sources
- Un médecin, une vie, 20 octobre 2011, Le Quotidien du Médecin
- Invité du Jour, Le Magazine de la Santé, France 5, 5 mars 2012,[www.france5.fr/sante/le-magazine-de-la-sante/...2012-03-05]